# 昂萨沃
昂萨沃是海地尼普斯省昂萨沃区轄下的一個城鎮。根據海地官方於2015年3月所做的人口調查數據顯示居住於昂萨沃的總人口數量為34613人，当地的人口密度為每平方公里335人。
2010年海地地震發生6週後，英國皇家海軍的艦艇拉格斯灣號抵達昂萨沃並提供了大量援助物資。